# 一號伊登頓鎮區 (北卡羅萊納州喬萬縣)
一號伊登頓鎮區（英語：Township 1, Edenton）是位於美國北卡羅萊納州喬萬縣的一個鎮區。

## 地方資料
一號伊登頓鎮區的面積為116.80平方千米，當中陸地面積為116.80平方千米，而水域面積為0.00平方千米。根據2020年美國人口普查的數據，當地共有人口7002人，而人口密度為每平方千米59.9人。